# Via Aurelia (Veneto)
La via Aurelia (che non ha nulla a che vedere con la più nota via Aurelia dell'Etruria) era una strada romana che percorreva il Veneto, collegando Patavium (Padova) alla via Claudia Augusta Altinate passando per Acelum (Asolo).
Fu tracciata, probabilmente basandosi su una pista preesistente, da Gaio Aurelio Cotta, console nel 75 a.C. e proconsole nella Gallia Cisalpina l'anno successivo.
Il suo percorso può essere facilmente ricostruito non solo in base ai ritrovamenti archeologici, ma anche studiando l'odierna toponomastica: dalla strada dovrebbe essere derivato il nome di Loreggia (citata in un documento del 1152 proprio come Aurelia), nonché delle località Casali Loreggia, presso Riese Pio X, e Case Loreggia, presso Sant'Apollinare.
Uscita da Padova attraverso l'attuale ponte Molino, il primo tratto coincideva con quella che è oggi la strada regionale 307 del Santo e rappresentava il cardo maximus della centuriazione a nord-est della città (il cosiddetto Graticolato romano).
Dopo aver superato il Musone, entrava nel territorio asolano. Nei pressi di Salvarosa incrociava la via Postumia e, coincidendo con uno dei cardines (forse il maximus) della centuriazione asolana, raggiungeva Asolo da sud. 
Sino all'odierna Resana, dunque, aveva un andamento rettilineo verso nordest, ma successivamente piegava verso nord per dirigersi ad Asolo. Questo tracciato diviso in due tronconi di diverso orientamento è difficilmente spiegabile, infatti la mancanza di impedimenti geografici dava la possibilità di collegare Padova ad Asolo mediante un semplice rettilineo, come probabilmente già accadeva in epoca paleoveneta. Si è ipotizzato, quindi, che la centuriazione di Asolo fosse stata già definita in epoca precedente e che Cotta avesse preferito comprendere nella strada il suo cardo maximus e l'incrocio tra questo e la via Postumia.
Da Asolo proseguiva verso nord sino a Costalunga e Caniezza, per poi piegare verso Virago e Pederobba. Giunta in prossimità del Piave, si immetteva nella via Claudia Augusta Altinate diretta verso Feltria, Bellunum e il Norico attraverso il passo Monte Croce di Comelico.